# Csaba Ferencz
Csaba Ferencz (Körmend, 24 maggio 1985) è un cestista ungherese.

## Carriera
Con l'Ungheria ha disputato due edizioni dei Campionati europei (2017, 2022).

## Palmarès
- Campionati ungheresi: 1

Körmend: 2002-03
- Coppa d'Ungheria: 1

Körmend: 2016
- Alpe Adria Cup: 1

Körmend: 2018-19